# 23234 Lilliantsai
23234 Lilliantsai este un asteroid din centura principală de asteroizi.

## Descriere
23234 Lilliantsai este un asteroid din centura principală de asteroizi. A fost descoperit pe 20 noiembrie 2000 la Socorro, New Mexico, în cadrul proiectului LINEAR. Asteroidul prezintă o orbită caracterizată de o semiaxă mare de 2,47 ua, o excentricitate de 0,15 și o înclinație de 7,3° în raport cu ecliptica.